# Ce que femme veut...
Pour les articles homonymes, voir Ce que femme veut.
Pour plus de détails, voir Fiche technique et Distribution.
Ce que femme veut... est un film français réalisé par Gérard Jumel et sorti en 1993.

## Synopsis
Cécile et Pierre attendent un enfant. Pierre est très angoissé par son rôle de futur père. Il est tiraillé entre deux femmes qui attendent un enfant de lui.

## Fiche technique
- Titre : Ce que femme veut...
- Réalisation : Gérard Jumel
- Scénario :  Gérard Jumel et Sylvie Randonneix
- Photographie : Hélène Louvart
- Musique : Philippe Eidel
- Montage : Marion Monestier
- Pays de production :  France
- Production : Rezo Films
- Distribution : Rezo Films
- Durée : 75 minutes
- Date de sortie : France - 9 juin 1993

## Distribution
- Catherine Chaniolleau : Isabelle
- Karin Viard : Cécile
- Gérard Jumel : Pierre
- François Siener : Hubert
- Alain Beigel : L'homme de la plage